# 齿孔度数
齿孔度数是一个表示邮票齿孔疏密的量。
- 齿孔度数=(齿数+孔数)/2

## 表示
- 矩形邮票：m×n度，m：横边度数;n: 竖边度数。如中国国家邮政局2007年6月8日发行《重庆建设》邮票为12×11.5度。
- 三角形邮票：每边x度或分边说明。

## 注意
不干胶邮票没有齿孔度数。